# Circuiti in serie e in parallelo

Circuiti serie (sinistra) e parallelo (destra) con due resistori e misuratori di tensione e corrente.

I circuiti in serie e in parallelo indicano componenti elettrici in un circuito elettrico (ad esempio resistori, condensatori, induttori e generatori di tensione) che possono essere collegati fra loro in serie oppure in parallelo per mezzo di conduttori elettrici (ad esempio fili metallici) che trasportano al loro interno gli elettroni per il funzionamento dei circuiti.

## Circuiti in serie
Si parla di collegamento in serie quando due o più componenti sono collegati in modo da essere attraversati da una corrente elettrica di uguale intensità; nel caso di componenti elettrici a due terminali (detti bipoli) il collegamento in serie prevede che l'estremità di ciascuno di essi sia collegata solo con l'estremità di un altro, come se fossero persone che si prendono per mano a formare una catena. L'alimentazione viene fornita tramite i morsetti liberi del primo e dell'ultimo bipolo.

### Resistori in serie
Conoscendo il valore della resistenza (in ohm) e l'intensità della corrente elettrica (in ampere) è possibile determinare la tensione elettrica (in volt) su una resistenza con la legge di Ohm (valida sia in corrente continua sia in corrente alternata).
{\displaystyle V=RI}
Conoscendo la tensione elettrica V ai capi del resistore e il valore della sua resistenza R, è possibile calcolare l'intensità della corrente elettrica I che circola utilizzando la formula inversa:
{\displaystyle V=RI\implies I={\frac {V}{R}}\;}
Le resistenze in serie sono attraversate tutte dalla stessa corrente quindi si ha:
{\displaystyle V_{\text{tot}}=V_{1}+V_{2}+\cdots +V_{n}=R_{1}I+R_{2}I+\cdots +R_{n}I=(R_{1}+R_{2}+\cdots +R_{n})I=R_{\text{equivalente}}I}
La resistenza totale di n resistori in serie è data dalla somma delle resistenze di ciascun resistore:
{\displaystyle {R_{\mathrm {equivalente} }}=R_{1}+R_{2}+\cdots +R_{n}}
Il collegamento in serie di resistori a volte si adotta per necessità. Un tipico esempio è il circuito che genera l'alta tensione nei vecchi oscilloscopi a tubo catodico; Un resistore da 50 Megaohm avente ai suoi capi una tensione di 2000 volt, va incontro a conseguenze distruttive nel caso si verifichi un arco voltaico; per prevenire questo rischio, il costruttore realizza il resistore da 50 Megaohm collegando in serie 5 resistori da 10 Megaohm, conseguentemente ciascun resistore vede ai suoi capi una tensione di 400 volt, un valore di tutta sicurezza.

### Condensatori in serie
La capacità totale di n condensatori in serie è data dalla seguente relazione:
{\displaystyle {\frac {1}{C_{\mathrm {totale} }}}={\frac {1}{C_{1}}}+{\frac {1}{C_{2}}}+\cdots +{\frac {1}{C_{n}}}}
La tensione di funzionamento di una serie di condensatori è data dalla somma delle singole tensioni di funzionamento.
All'interno di ogni condensatore le cariche positive si raggruppano su una armatura in modo uguale alle cariche negative su quella opposta; poiché ogni armatura "positiva" di un condensatore è collegata a quella "negativa" del vicino, la quantità di carica positiva su un'armatura dovrà essere uguale alla carica negativa di quella collegata, il che fa sì che su tutti i condensatori sia presente la stessa quantità di carica {\displaystyle Q}.
Di conseguenza la tensione elettrica ai capi di ciascun elemento è diversa:
{\displaystyle V_{i}={\frac {Q}{C_{i}}}}
Ne discende che il condensatore di capacità più piccola deve sopportare la tensione più grande.

## Circuiti in parallelo
Si parla di collegamento in parallelo quando i componenti sono collegati ad una coppia di conduttori in modo che la tensione elettrica sia applicata a tutti quanti allo stesso modo. Riprendendo l'esempio delle persone, queste sono disposte fra due corde distese e parallele, ed ogni persona stringe ciascuna corda con una mano in modo che ognuno tenga con la mano destra la stessa corda che tutti gli altri tengono con la mano destra, e lo stesso per la mano sinistra. Inoltre gli utilizzatori sono paralleli l'uno all'altro e svolgono funzione indipendente: se uno non funziona gli altri funzionano.

### Resistori in parallelo
La resistenza totale di n resistori in parallelo è data dalla relazione:
{\displaystyle {R_{\mathrm {totale} }}={\frac {1}{{\frac {1}{R_{1}}}+{\frac {1}{R_{2}}}+\cdots +{\frac {1}{R_{n}}}}}}
ovvero è il reciproco della somma dei reciproci delle resistenze dei singoli resistori
Poiché alle resistenze in parallelo viene applicata la stessa tensione, si ha:
{\displaystyle I_{\text{tot}}=I_{1}+I_{2}+\cdots +I_{n}={\frac {V}{R_{1}}}+{\frac {V}{R_{2}}}+\cdots +{\frac {V}{R_{n}}}=V\left({\frac {1}{R_{1}}}+{\frac {1}{R_{2}}}+\cdots +{\frac {1}{R_{n}}}\right)={\frac {V}{R_{\text{equivalente}}}}}
La formula sopra citata si semplifica nel caso di due soli resistori. In questo caso si avrà:
{\displaystyle {R_{\mathrm {equivalente} }}={\frac {1}{{\frac {1}{R_{1}}}+{\frac {1}{R_{2}}}}}={\frac {1}{\frac {R_{1}+R_{2}}{R_{1}R_{2}}}}\implies R_{\mathrm {equivalente} }={\frac {R_{1}R_{2}}{R_{1}+R_{2}}}}

### Condensatori in parallelo
La capacità totale di n condensatori in parallelo è in questo caso la somma delle singole capacità:
{\displaystyle C_{\mathrm {totale} }=C_{1}+C_{2}+\cdots +C_{n}}
Un esempio di condensatori collegati in parallelo si può trovare negli alimentatori per computer e negli apparecchi Hi-Fi; se necessita una capacità di 20.000 microfarad, è più conveniente impiegare 5 condensatori da 4000 microfarad piuttosto di uno solo da 20.000. Una soluzione analoga si può verificare con i resistori; se in un circuito occorre dissipare in calore 100 watt tramite un resistore da 50 ohm, a volte risulta più conveniente impiegare due resistori da 100 ohm - 50 watt, collegati in parallelo.